# 平信徒
平信徒（ひらしんと、へいしんと、希: λαϊκός、羅: laicus、仏: laïc、英: layman）とは、ユダヤ教・キリスト教等の宗教で、聖職者ではない一般信徒のこと。仏教における在家に相当する。
語源は、ギリシア語で「民衆」を意味する「ラオス」（希: λαός）の形容詞形である「ライコス」（希: λαϊκός）であり、こうした用法は聖書の中にも見られる。